# سيميتيل
سيميتيل هي كومونا ( بلدية) في مدينة نابولي الحضرية في منطقة كامبانيا الإيطالية ، وتقع على بعد حوالي 25 كم شمال شرق نابولي . وفي 31 ديسمبر عام 2017 ، كان عدد سكانها 7172 نسمة و تبلغ مساحتها 2.74 كم 2 .  و في العصور القديمة ، كانت سيميتيل مقبرة لمدينة نولا ، و من هنا أسس باولينوس من نولا مجتمعًا رهبانيًا في عام 395.
وتحد سيميتيل البلديات التالية: كامبوسانو وكاسامرسيانو وكوميزيانو ونولا

## روابط خارجية
- www.comune.cimitile.na.it/